# Кастилехар
Кастилехар (на испански: Castilléjar) е населено място и община в Испания. Намира се в провинция Гранада, в състава на автономната област Андалусия. Общината влиза в състава на района (комарка) Уескар. Заема площ от 132 km². Населението му е 1580 души (по данни от 2010 г.). Разстоянието до административния център на провинцията е 136 km.

## Демография
| 1930 | 1940 | 1950 | 1960 | 1970 | 1981 | 1991 | 2001 | 2005 | 2006 |
| ---- | ---- | ---- | ---- | ---- | ---- | ---- | ---- | ---- | ---- |
| 2930 | 3655 | 3862 | 3725 | 3084 | 2466 | 2248 | 1611 | 1606 | 1619 |